# Життєві показники

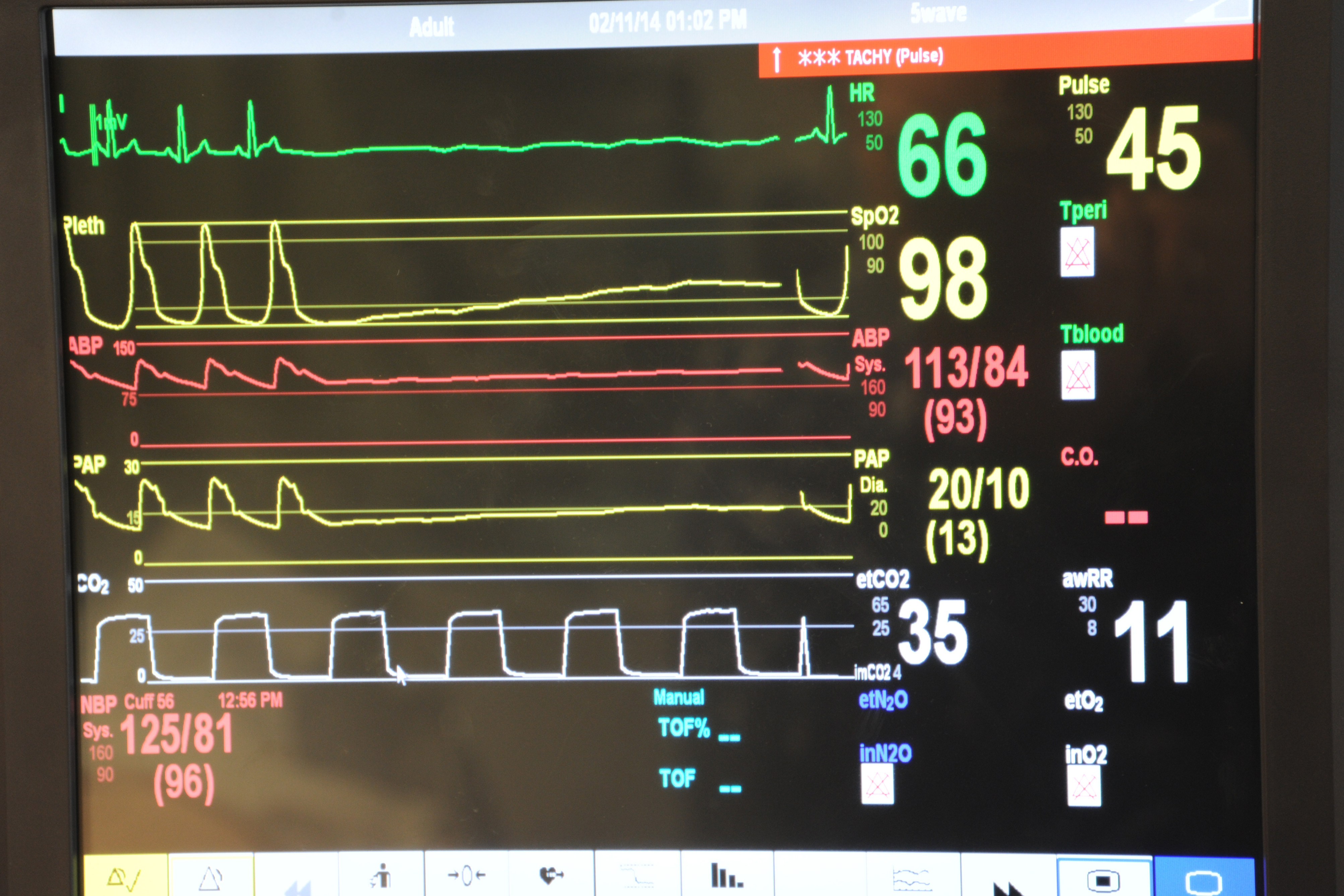
Медичний монітор який фіксує базові життєві показники пацієнта

Життєві показники—об'єктивні вимірювання і оцінка основних фізіологічних функцій живого організму, що є критично важливим першим кроком для будь-якої клінічної оцінки. Традиційно життєво важливі показники людини складаються з температури тіла, частоти пульсу, артеріального тиску та частоти дихання. Існує цілий ряд параметрів, які можуть бути корисними поряд із традиційними чотирма параметрами життєво важливих ознак, наприклад рівень болі, пульсоксиметрія та ін.
Життєво важливі показники є індикаторами стану здоров'я людини, а нормальні вимірювання забезпечують належне функціонування кровообігу, дихання, нервової системи та ендокринної системи. Крім того, вони зазвичай використовуються для загального повідомлення про стан пацієнта та тяжкість захворювання. Показники життєво важливих функцій відіграють важливу роль у відділеннях невідкладної допомоги і в палатах інтенсивної терапії, щоб визначити пацієнтів із ризиком погіршення стану.

## Основні життєві показники

### Температура тіла
Температура тіла є змінною, а також нелінійною, і на неї впливають багато внутрішніх і зовнішніх факторів. Нормальна температура тіла здорової дорослої людини становить приблизно 37,0 градусів за Цельсієм. Температура тіла людини зазвичай коливається від 36,5 до 37,5 градусів за Цельсієм Вона регулюється в гіпоталамусі у вузькому термодинамічному діапазоні та підтримується для оптимізації синаптичної передачі біохімічних реакцій.

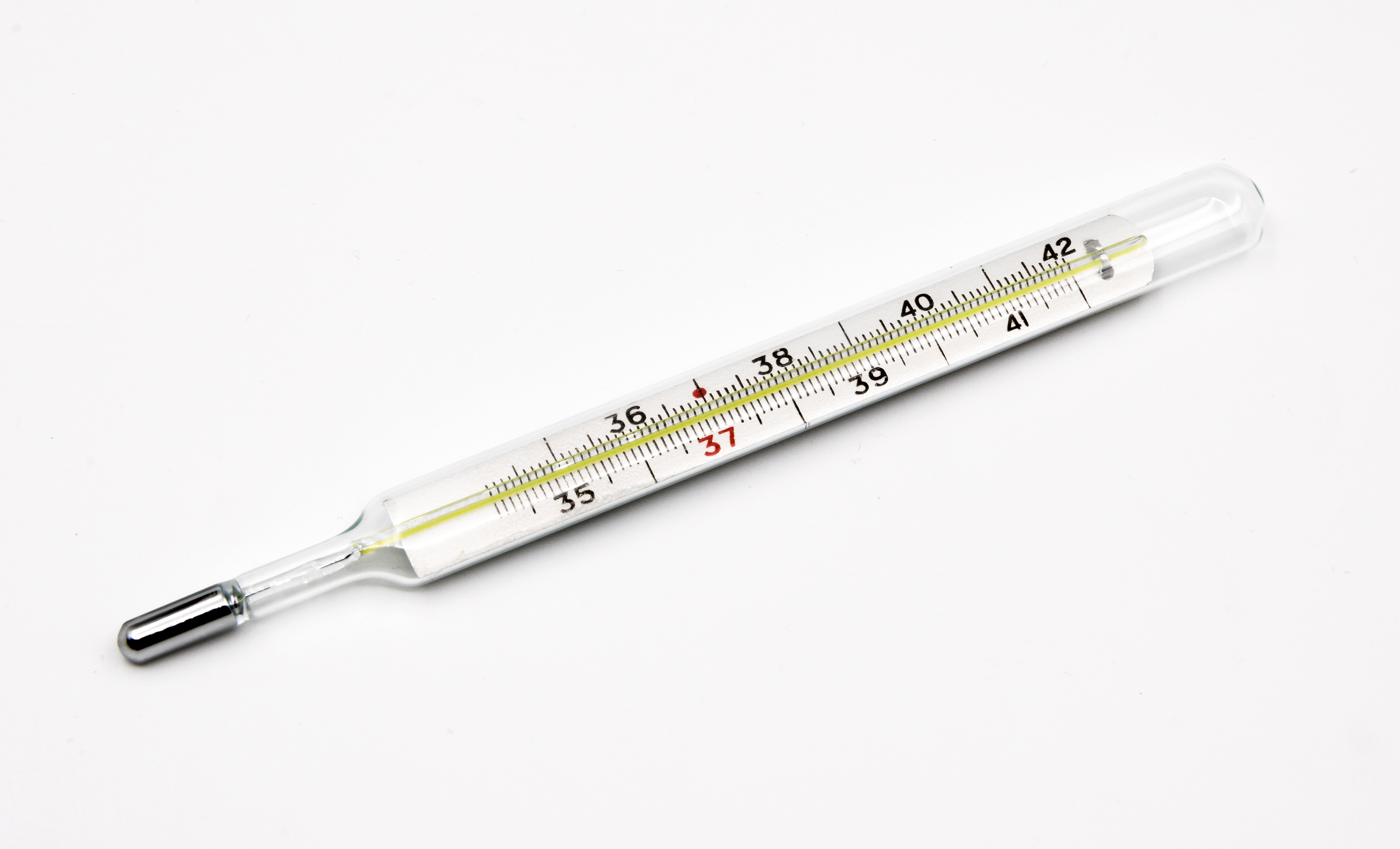
Ртутний термометр для вимірювання температури тіла

Найчастіше використовують пахвові, ректальні, ротові термометри та барабанну перетинку для реєстрації температури тіла, а найпоширенішими пристроями є електронні та інфрачервоні термометри. Вони можуть контролювати температуру на різних ділянках, і кожна ділянка виміру має свій діапазон, а також переваги та недоліки.

### Пульс (частота серцевих скорочень)

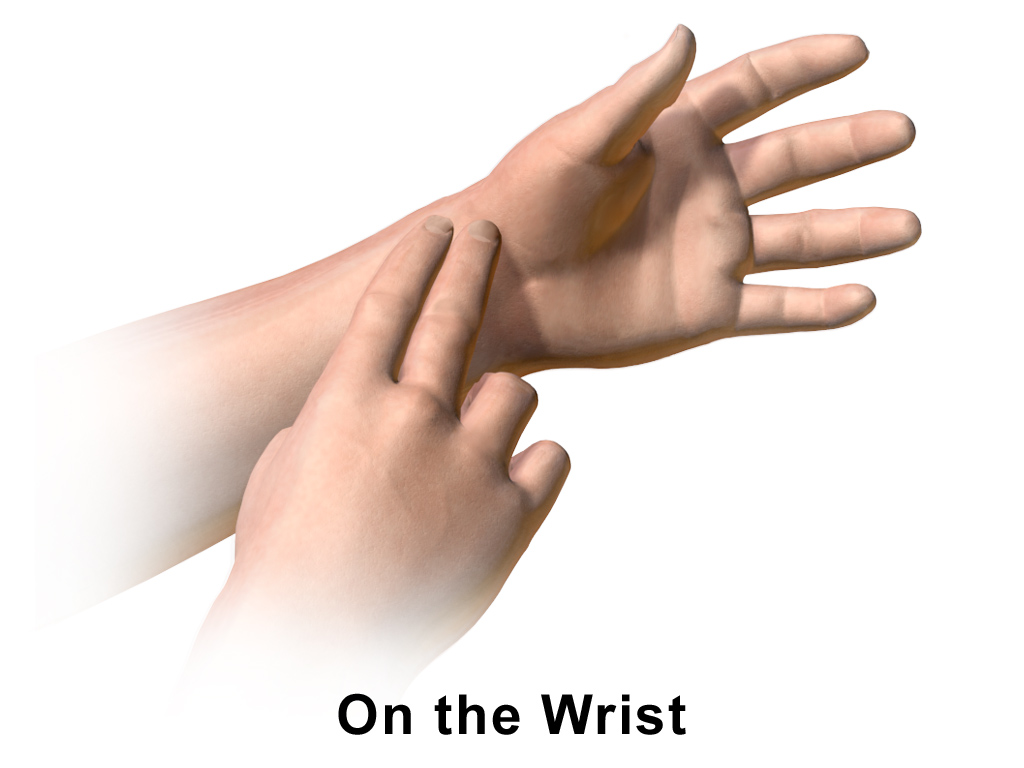
Місце вимірювання периферічного пульса на променевій артерії

У повсякденній практиці пульс на променевій артерії є найбільш часто використовуваним місцем для перевірки периферичного пульсу, коли пульс пальпується на радіальній стороні передпліччя, проксимальніше зап'ясткового суглоба. Параметри для оцінки пульсу включають його частоту, ритм, гучність, амплітуду та швидкість збільшення, симетричність. Частота пульсу є важливою для вимірювання для оцінки фізіологічних і патологічних процесів, що впливають на організм. Нормальний діапазон для дорослої людини становить від 60 до 100 ударів на хвилину з частотою вище 100 ударів на хвилину та частотою нижче 60 ударів на хвилину, що називається тахікардією та брадикардією відповідно.

### Частота дихання
Частота дихання — це кількість дихальних рухів за хвилину. Нормальна частота дихання у середньої дорослої людини становить від 12 до 20 вдихів на хвилину. У педіатричній віковій групі цей показник визначається конкретною віковою групою. Важливі параметри тут знову включають частоту, глибину дихання та характер дихання. Показники, що вищі або нижчі за очікувані, називаються тахіпное та брадіпное відповідно.
Тахіпное описується як частота дихання понад 20 вдихів на хвилину, яка може виникнути в фізіологічних умовах, таких як фізичні вправи, емоційні зміни або вагітність. Такі патологічні стани, як біль, пневмонія, тромбоемболія легеневої артерії, астма, аспірація чужорідного тіла, тривожні стани, сепсис, отруєння чадним газом і діабетичний кетоацидоз, також можуть супроводжуватися тахіпное.
Брадипное, яке описується як вентиляція менше 12 вдихів на хвилину, може спостерігатися через погіршення будь-якого основного захворювання дихальної системи, що призводить до дихальної недостатності, або через використання депресантів центральної нервової системи, таких як алкоголь, наркотики, бензодіазепіни, або метаболічні порушення.
Апное — це повне припинення надходження повітря в легені на 15 секунд. Виявляється при зупинці серцево-легеневої діяльності, обструкції дихальних шляхів, передозуванні наркотиків, бензодіазепінів.
Діти та немовлята мають частоту дихання та серцевих скорочень більше, ніж у дорослих, як показано в наступній таблиці :
| Вік            | Нормальний пульс (ударів за зіилину) | Нормальний пульс (ударів за зіилину) | Нормальна частота дихання (рухів за хвилину) | Нормальна частота дихання (рухів за хвилину) |
| Вік            | Діапазон                             | Середній                             | Діапазон                                     | Середній                                     |
| -------------- | ------------------------------------ | ------------------------------------ | -------------------------------------------- | -------------------------------------------- |
| Новонароджений | 100–160                              | 130                                  | 30–50                                        | 40                                           |
| 0–5 місяців    | 90–150                               | 120                                  | 25–40                                        | 30                                           |
| 6–12 місяців   | 80–140                               | 110                                  | 20–30                                        | 25                                           |
| 1–3 роки       | 80–130                               | 105                                  | 20–30                                        | 25                                           |
| 3–5 років      | 80–120                               | 100                                  | 20–30                                        | 25                                           |
| 6–10 років     | 70–110                               | 90                                   | 15–30                                        | 20                                           |
| 11–14 років    | 60–105                               | 80                                   | 12–20                                        | 16                                           |
| 15–20 років    | 60–100                               | 80                                   | 12–30                                        | 20                                           |

### Артеріальний тиск

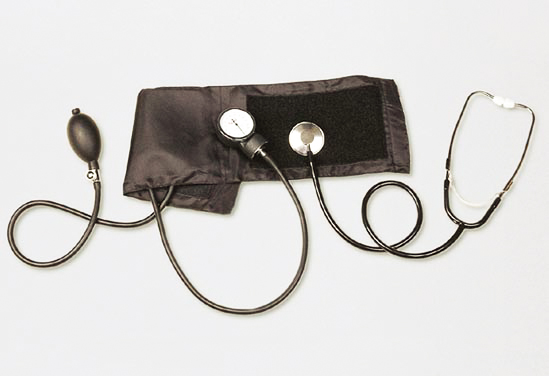
Механічний сфингоманометр та стетоскоп для вимірювання артеріального тиску

Артеріальний тиск є важливим життєвим показником для розуміння гемодинамічного стану пацієнта. Перед вимірюванням артеріального тиску пацієнт не повинен вживати напої з кофеїном принаймні за годину до тестування і не курити будь-які продукти з нікотином принаймні за 15 хвилин до вимірювання тиску. Слід спорожнити сечовий міхур перед вимірюванням артеріального тиску. Бажано, щоб пацієнт сидів принаймні п'ять хвилин перед вимірюванням артеріального тиску. Цей крок усуває або принаймні мінімізує вищі показники, які могли статися вторинними після поспішного звернення до клініки. У хворого необхідно вимірювати артеріальний тиск на кожній руці, а у пацієнтів молодшого віку — на верхній і нижній кінцівці, щоб виключити коарктацію аорти. Використання правильного розміру манжети дуже важливо. Манжета меншого розміру дає хибно високий тиск, а манжета більшого розміру дає хибно нижчий артеріальний тиск.
| Вікова група | Середній вік | Систоличний тиск | Систоличний тиск | Діастолічний тиск | Діастолічний тиск |
| Вікова група | Середній вік | Діапазон         | Середні показник | Range             | Середні показник  |
| ------------ | ------------ | ---------------- | ---------------- | ----------------- | ----------------- |
| Немовлята    | 1-12 місяців | 75-100           | 85               | 50–70             | 60                |
| Малюки       | 1-4 роки     | 80-110           | 95               | 50–80             | 65                |
| Дошкільнята  | 3-5 років    | 80-110           | 95               | 50–80             | 65                |
| Школярі      | 6-13 років   | 85-120           | 100              | 55–80             | 65                |
| Підлітки     | 13-18 років  | 95-140           | 115              | 60–90             | 75                |

## Додаткові життєві показники

### Насичення крові киснем

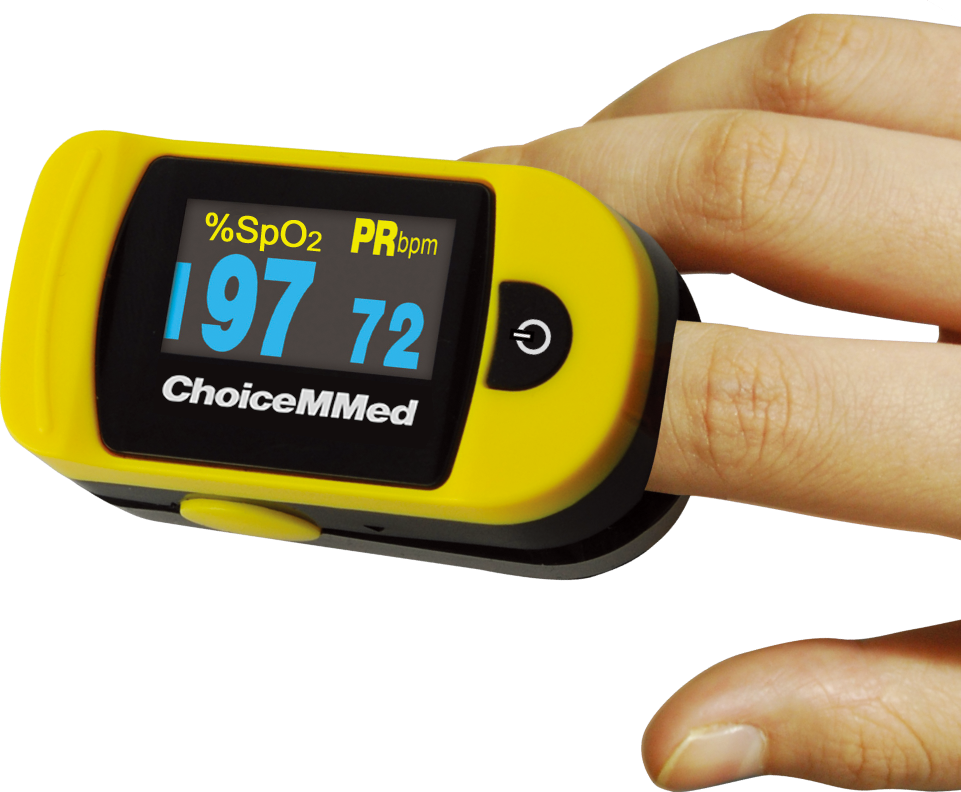
Пульсоксиметр який вимірює сатурацію та частосту серцевих скорочень

Насичення киснем вважається важливим елементом оцінки та ведення догляду за пацієнтом. Термін насичення киснем означає відсоток кисню, що циркулює в крові людини. Визначається насичення артеріальної крові киснем (сатурація — SaO2), яке вимірюється за допомогою неінвазивної пульсоксиметрії (SpO2).
Нормальні значення: 95-98 %. Гіпоксія: <92 %. Розвиваються електроенцефалографічні, зорові та когнітивні зміни: <80-85 %.
Пульсоксиметрія має специфічність 90 % і чутливість 92 % при виявленні гіпоксії. Більшість оксиметрів дають показання на 2 % нижче або на 2 % вище результатів, отриманих за допомогою аналізу газу артеріальної крові.

### Гази артеріальної крові
Гази артеріальної крові — це пряме вимірювання фактичної кількості газів (вуглекислого газу та кисню), що переносяться кров'ю. Це вимірювання проводиться безпосередньо з артерії (зазвичай зап'ястя).

### Інші показники
В залежності від локальних особливостей кожної з країн та протоколів обстеження та лікування пацієнтів, до обов'язкових життевих показників які визначаються, включають:
- Зріст, вага тіла та індекс маси тіла;[13]
- Біль;[14]
- Менструальний цикл;[15]
- Рівень глюкози крові;[16]
- Моніторинг CO2 у кінці дихання (EtCO2);[17]
- Функціональний стан людини;[18]
- Швидкість ходи;[19]
- Делірій;[20]

## Зміна життєвих показників з віком
Оскільки життєві показники є показником змін у наших фізіологічних процесах, вони, як правило, змінюються з віком:
- Внутрішня температура нашого тіла, як правило, нижча;
- Здатність організму змінюватися під впливом різного роду стресорів зводиться до мінімуму;
- Незначна зміна внутрішньої температури тіла може бути суттєвим симптомом, оскільки лихоманка у літнього пацієнта часто вказує на більш серйозну інфекцію та пов'язана з підвищенням частоти небезпечних для життя наслідків;
- Кровоносні судини мають більшу жорсткість, що призводить до підвищення систолічного артеріального тиску та підвищення пульсового тиску;
- Частота дихання — показник більш чутливий, ніж інші життєво важливі показники під час прийому критично хворого пацієнта;
- З віком частота серцевих скорочень у стані спокою часто збільшується через декондицію та вегетативну дисрегуляцію;